# Smârdan (Galați)
Pour les articles homonymes, voir Smârdan.
Smârdan est une commune roumaine située dans le județ de Galați.